# Mikołaj z Szadka
Mikołaj z Szadka Prokopowicz (ur. 1489, zm. 22 grudnia 1564 w Krakowie), polski naukowiec.
Po odbyciu początkowych nauk w Poznaniu i w Głogowie, na przełomie 1504 i 1505 r. rozpoczął studia w Krakowie. Szczęśliwie dla siebie spotkał tam życzliwych protektorów, wśród których był krajan z Sieradzkiego Stanisław Zaborowski, kustosz skarbca koronnego na Wawelu, pisarz polityczny, a następnie Maciej Miechowia, który utwierdzał w szadkowianinie zamiłowanie do nauk matematycznych, astronomicznych, geografii, a przede wszystkim astrologii. W 1512 r. został Prokopowicz magistrem filozofii, w 1515 r. profesorem astrologii. W 1523 r. był dziekanem wydziału filozoficznego, a w r. 1534 po uzyskaniu doktoratu z teologii przeniósł się na wydział teologiczny. W 1548  r. doszedł do najwyższej godności uniwersyteckiej, tzn. objął stanowisko rektora  Akademii Krakowskiej. Funkcję tę pełnił do 1561 r. dziewięciokrotnie. Był zwolennikiem dawnego porządku, sympatyzował z humanizmem, przyjaźnił się z wieloma znaczącymi osobami  w życiu umysłowym renesansowego Krakowa. Był miłośnikiem pięknej książki i właścicielem pokaźnej biblioteki. Od 1519 r. był także kustoszem biblioteki uniwersyteckiej, zapisując się jako niezwykle gorliwy jej opiekun. W piśmiennictwie zapisał się jako autor oficjalnych kalendarzy w języku polskim, z których jeden został wydrukowany przez Hieronima Wietora w 1528 r., a także prognostyków astrologicznych. Jego zainteresowania historyczne ujawniły się w ciekawym dzienniku wydarzeń z lat 1556-1564, w którym podkreślał szczególne zdarzenia z dziejów uniwersytetu.